# Ludovico Aureli
Pour les articles homonymes, voir Aureli.
Ludovico Aureli, né en 1592 à Pérouse et mort en 1637 à Rome, est un jésuite et historien italien.

## Biographie
Né à Pérouse, Ludovico Aureli se distingua dans la carrière des lettres, vers le commencement du 17e siècle. Entré de bonne heure chez les jésuites, il s’appliqua avec tant d’ardeur à la philosophie et à la théologie, qu’on fut obligé de le renvoyer chez son père pour rétablir sa santé, altérée par l’excès du travail. Après trois ans de repos, il s’adonna à la jurisprudence, et fut reçu docteur en droit, comme dans les deux autres facultés. Il fut d’abord nommé bibliothécaire à Pérouse ; il alla ensuite à la cour de Vienne, en qualité d’auditeur du nonce apostolique ; à son retour, il fut fait chanoine de St-Jean de Latran, et mourut à Rome en 1637. Cet auteur, qui joignait à l’étude des langues latine, grecque et allemande, une connaissance approfondie de l’histoire, était regardé, par le pape Urbain VIII, comme le premier historiographe de son temps.

## Œuvres
Ses principaux ouvrages sont :
- Ristretto delle Storie del mondo di Orazio Torsellino, gesuita, col supplimento di Lod. Aurelio, traduttore de l’opera, Pérouse, 1623, puis Venise, 1653, in-12. Cette édition a été augmentée d’une seconde partie, jusqu’à l’an 1650, par Bernardo Oldoini, de Gênes.
- Della Ribellione de’ Boemi contra Matthia, e Ferdinando imperadore, Istoria, etc., Rome, 1625, et Milan, 1626, in-8°.
- Annales Card. Baronii in epitomen redacti, Rome, 1636, Paris, 1637, 2 vol. in-12.
- Bzovii Continuatio in epitomen redacta, Rome, 1641, in-12. La meilleure édition de ces deux abrégés est celle de Paris, 1663, 3 vol. petit in-12. L’abrégé de Baronius et celui de Bzovius ont été trad. en français par Charles Chaulmer, historiographe de France, Paris, 1664, en 6 vol. in-12, puis réimp. en 8 vol., avec un supplément, depuis l’an 1636 où finit Aurelio, jusqu’en 1664. Cette traduction forme, avec le supplément, 12 vol. petit in-12, Paris, 1673.
- On a encore de cet auteur des éloges et différents discours. Il écrivit en vers latins et traduisit lui-même en italien deux tragédies, Pompée et Germanicus, qui n’ont jamais été imprimées.

## Sources
- « Ludovico Aureli », dans Louis-Gabriel Michaud, Biographie universelle ancienne et moderne : histoire par ordre alphabétique de la vie publique et privée de tous les hommes avec la collaboration de plus de 300 savants et littérateurs français ou étrangers, 2e édition, 1843-1865 [détail de l’édition]